# Verre craquelé

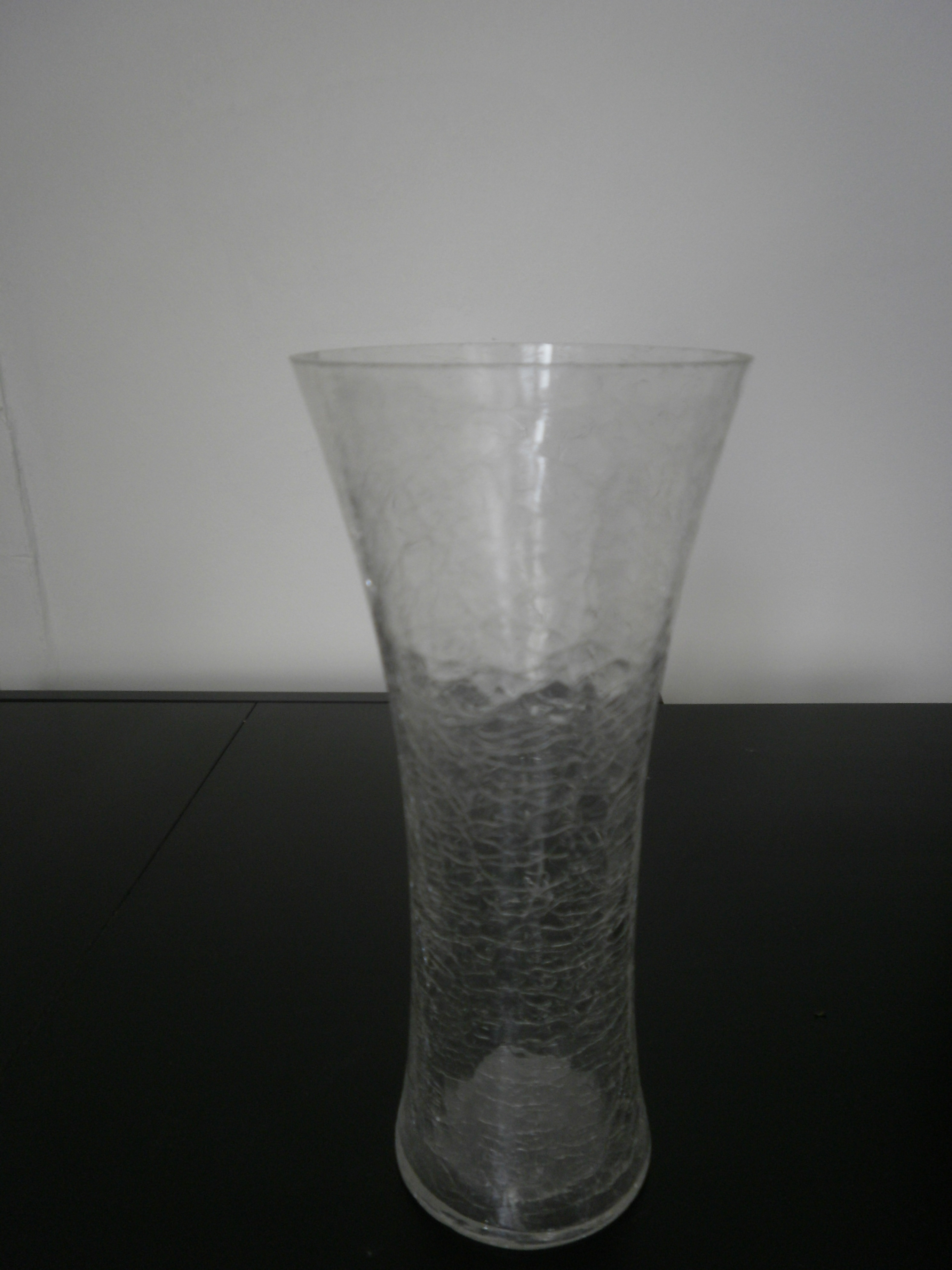
Un vase en verre craquelé

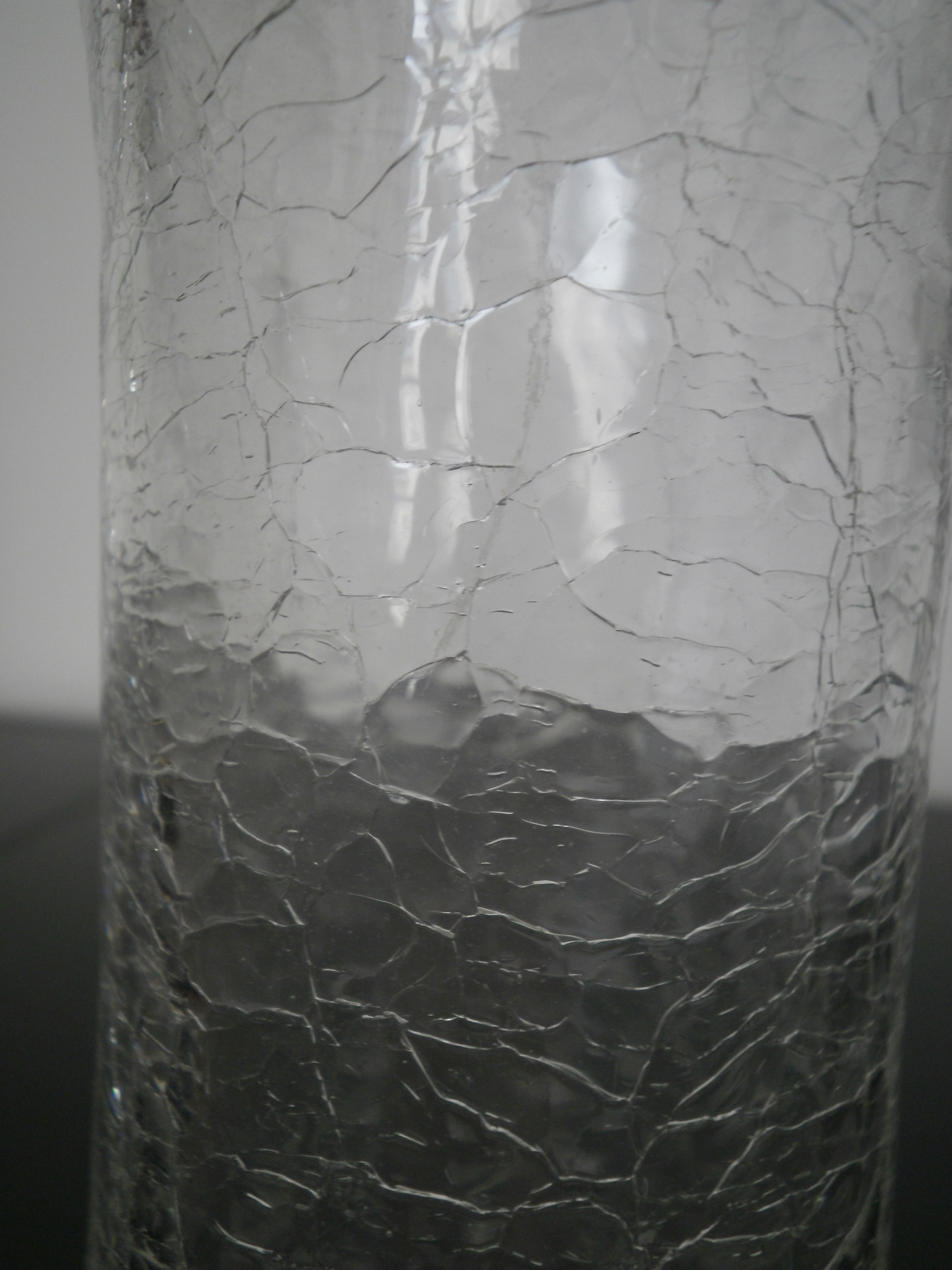
Détail

Le verre craquelé est un type de verre présentant des craquelures dans la masse et utilisé à usage décoratif. La technique aurait été découverte à Murano (« vetro a ghiaccio ») au XVIe siècle avant d'être redécouverte au XIXe siècle et exploitée plus largement. 

## Technique
Le verre craquelé est fabriqué en plongeant la pièce en cours de soufflage dans l'eau froide. Le verre est ensuite chauffé à nouveau pour faire fondre et résorber les craquelures de surface uniquement, rendant ainsi la surface extérieure lisse. Les pièces ainsi obtenues sont très résistantes malgré leur aspect fragile. 

## Utilisation
Le verre craquelé a principalement été utilisé pour réaliser des vases ou des pichets (ces derniers à grande diffusion pendant le XXe siècle). 